# Триостренник болотный
Трио́стренник боло́тный (лат. Triglóchin palústris) — многолетняя лугово-болотная трава; вид рода Триостренник.

## Ботаническое описание

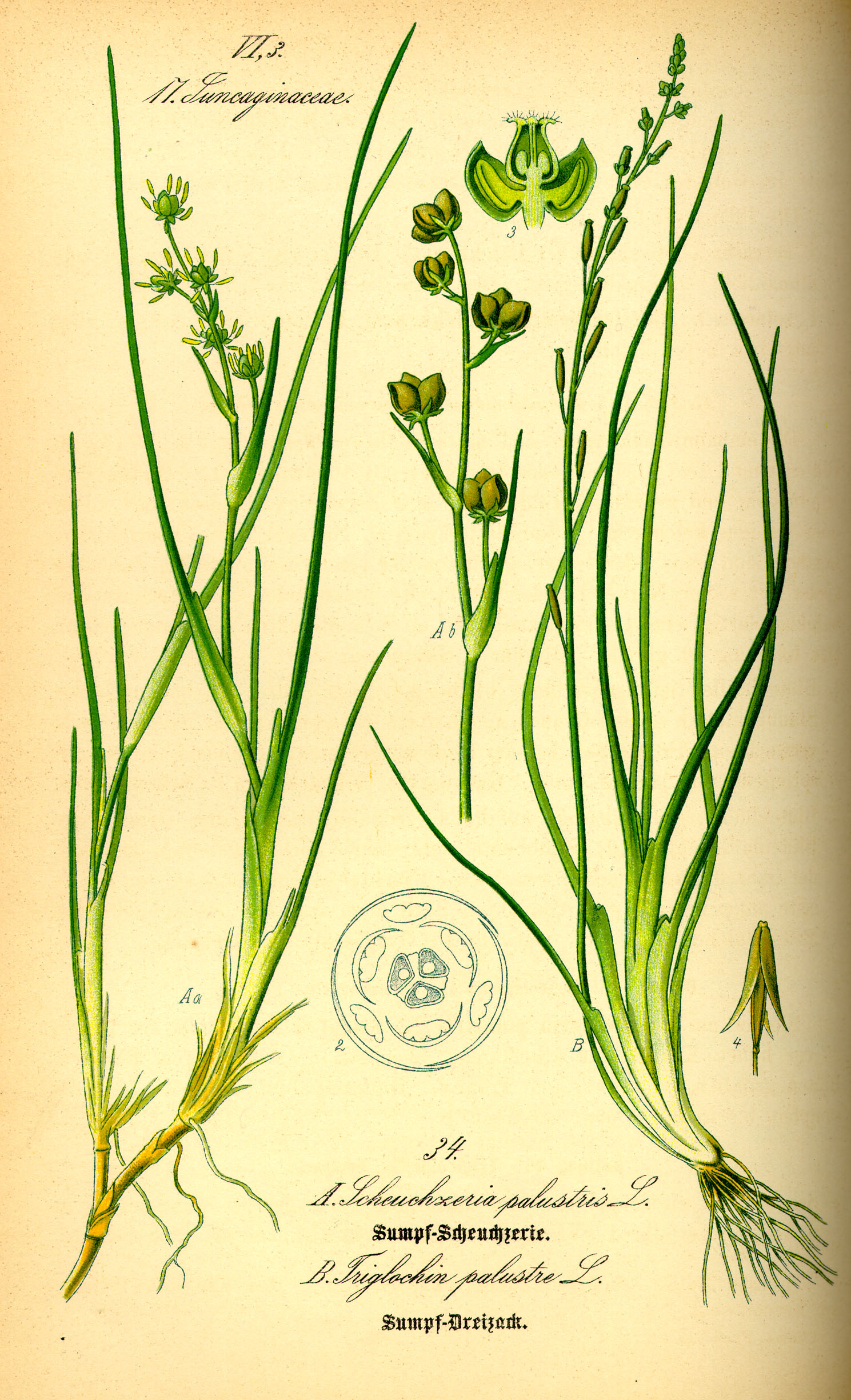

Корневище укороченное. К осени даёт тонкие столоновидные побеги с луковичками.
Стебель от 10 до 60 см высотой и от 1 до 2 мм в диаметре.
Листья узколинейные, в нижней части полуцилиндрические, вверху цилиндрические, реже почти плоские. Язычок от 1,5 до 3 мм длиной.
Цветки обоеполые, мелкие (около 3 мм длиной), невзрачные, зеленоватые или желтоватые, протогиничные, анемофильные, числом от двадцати до пятидесяти; собраны в рыхлую удлинённую кисть. При плодах соцветие удлиняется. Цветение в европейской части России в июне — июле.
Плод дробный, сухой, продолговато-линейный, суживающийся конусообразно к основанию, от 6 до 8 мм длиной, в 2—3 раза длиннее прижатой к главной оси цветоножки; раскрывается вследствие отклеивания створок от среднего столбика; состоит из трёх шиловидных, книзу длинно заострённых плодиков. Плодоношение в европейской части России в июле — августе.

## Распространение и экология
Триостренник приморский распространён повсюду в Европе и во многих районах с умеренным климатом Азии, в Северной Америке и Северной Африке.
В России обычное растение на всей территории.
Растение сырых лугов, болот, излюбленное место — берега водоёмов.
Размножается и распространяется семенами и вегетативно.

## Значение и применение
Триостренник приморский хорошо поедается скотом на пастбище и в сене, хотя и даёт сравнительно небольшую зелёную массу.
На Камчатке поедается северным оленем (Rangifer tarandus).